# KDE System Guard
KDE System Guard, також відомий як KSysGuard — менеджер завдань та монітор ресурсів і продуктивності, що є частиною стільничного середовища KDE. Може моніторити як локальні, так і віддалені хости, при наявності запущеного на віддаленому хості ksysguardd, а на локальному GUI до нього — ksysguard. Може отримувати як прості значення, так і складні дані, такі як таблиці та відображати ці дані у різноманітних графічних дисплеях. Дісплеї можуть бути розподілені між вкладками. KSysGuard також надає деталізовану top-подібну таблицю процесів. Може відображати такі дані як навантаження на процесор, використання оперативної пам'яті та swap, навантаження на мережу, операції із диском, температура, швидкість обертання кулерів та інше.
KSysGuard є переписаним менеджером завдань з KDE 1.x KTop.

## Виноски
1. ↑  http://quickgit.kde.org/?p=ksysguard.git&a=tags%5Bнедоступне+посилання+з+лютого+2019%5D